# North American XB-70 Valkyrie
Le North American XB-70 Valkyrie est le prototype du bombardier stratégique nucléaire de pénétration B-70, destiné au Strategic Air Command de l'United States Air Force. North American Aviation conçoit le Valkyrie comme un grand avion à six turboréacteurs, capable d'atteindre des vitesses supérieures à Mach 3 (3 140 km/h) à 21 000 m d'altitude (70 000 ft).
Grâce à ces performances de vitesse et d'altitude maximales, le B-70 est supposé être quasiment invulnérable vis-à-vis des avions d'interception, la seule véritable parade contre les bombardiers à l'époque. Sa grande vitesse rend l'avion difficile à distinguer sur les écrans des radars et son altitude de vol élevée se situe au-delà des capacités des avions de chasse soviétiques de l'époque. Même en cas de détection, l'appareil ne passerait de toute façon qu'un temps très bref dans le volume de détection d'une station radar donnée, ne laissant pas aux contrôleurs de GCI (en) le temps de conduire avec succès une interception au moyen des chasseurs d'alerte.
L'arrivée des premiers missiles surface-air soviétiques, à la fin des années 1950, remet en cause la quasi-invulnérabilité du B-70. En réponse, l'USAF lance des missions à basse altitude, où l'horizon radar des centres de contrôle des missiles est limité par le relief local. Dans son rôle, connu comme pénétration, le B-70 offre des performances légèrement meilleures que le B-52 qu'il doit remplacer. Il est, cependant, beaucoup plus cher et a un plus petit rayon d'action, en raison de sa consommation de carburant élevée. Un certain nombre de missions alternatives sont proposées, mais elles ne rencontrent qu'un intérêt limité. Puisque la mission stratégique passe des bombardiers aux missiles balistiques intercontinentaux (ICBM, intercontinental ballistic missiles) à la fin des années 1950, les bombardiers pilotés sont de plus en plus considérés comme anachroniques.
L'USAF cesse finalement de se battre pour sa production et le programme B-70 est annulé en 1961. Le développement devient ensuite un programme de recherche destiné à étudier les effets d'un vol de longue durée à grande vitesse. En tant que tel, deux prototypes sont construits et désignés XB-70A ; ces appareils sont utilisés pour des vols d'essai supersoniques entre 1964 et 1969. En 1966, un prototype s'écrase après qu'un chasseur F-104 de son escorte en vol est entré en collision avec son aile droite et détruit ses empennages. Le bombardier Valkyrie restant est exposé au National Museum of the United States Air Force (NMUSAF), à Dayton, dans l'Ohio.

## Développement

### Contexte historique
Dans la continuité du projet de bombardier-fusée piloté MX-2145 de Boeing, le constructeur s'associe avec la RAND Corporation, en janvier 1954, afin d'étudier quelle sorte d'avion serait nécessaire pour larguer les diverses armes nucléaires alors en développement. Bien qu'un long rayon d'action et une charge utile élevée soient des exigences manifestes, ils concluent également qu'après le largage des bombes nucléaires, le bombardier doit être supersonique afin d'échapper au souffle de l'explosion. L'appareil doit, de plus, être suffisamment grand pour emporter une charge de bombes correcte et une quantité de carburant suffisante pour effectuer des missions sans ravitaillement entre les États-Unis contigus et l'Union soviétique.
Pendant quelque temps, l'industrie aéronautique étudie la question. Depuis le milieu des années 1940, il y a beaucoup d'intérêt dans l'utilisation d'un avion à propulsion nucléaire dans le rôle de bombardier,,. Dans un turboréacteur conventionnel, la puissance est fournie en accélérant l'air, ce qui est obtenu en le chauffant via la combustion de carburant. Dans un moteur nucléaire, la chaleur est fournie par un réacteur, bien qu'une petite quantité de carburant classique soit emportée pour être utilisée lors des décollages et des passages à grande vitesse. Une alternative consiste à utiliser des carburants hautement énergiques (zip fuels - Zip fuels (en)), enrichis au bore, qui améliore la densité d'énergie du carburant d'environ 40 %, et peuvent être utilisés sur des versions de turboréacteurs déjà existants. Les carburants hautement énergiques semblent offrir des améliorations de performance suffisantes pour produire un bombardier stratégique pouvant atteindre des vitesses supersoniques.

### WS-110A

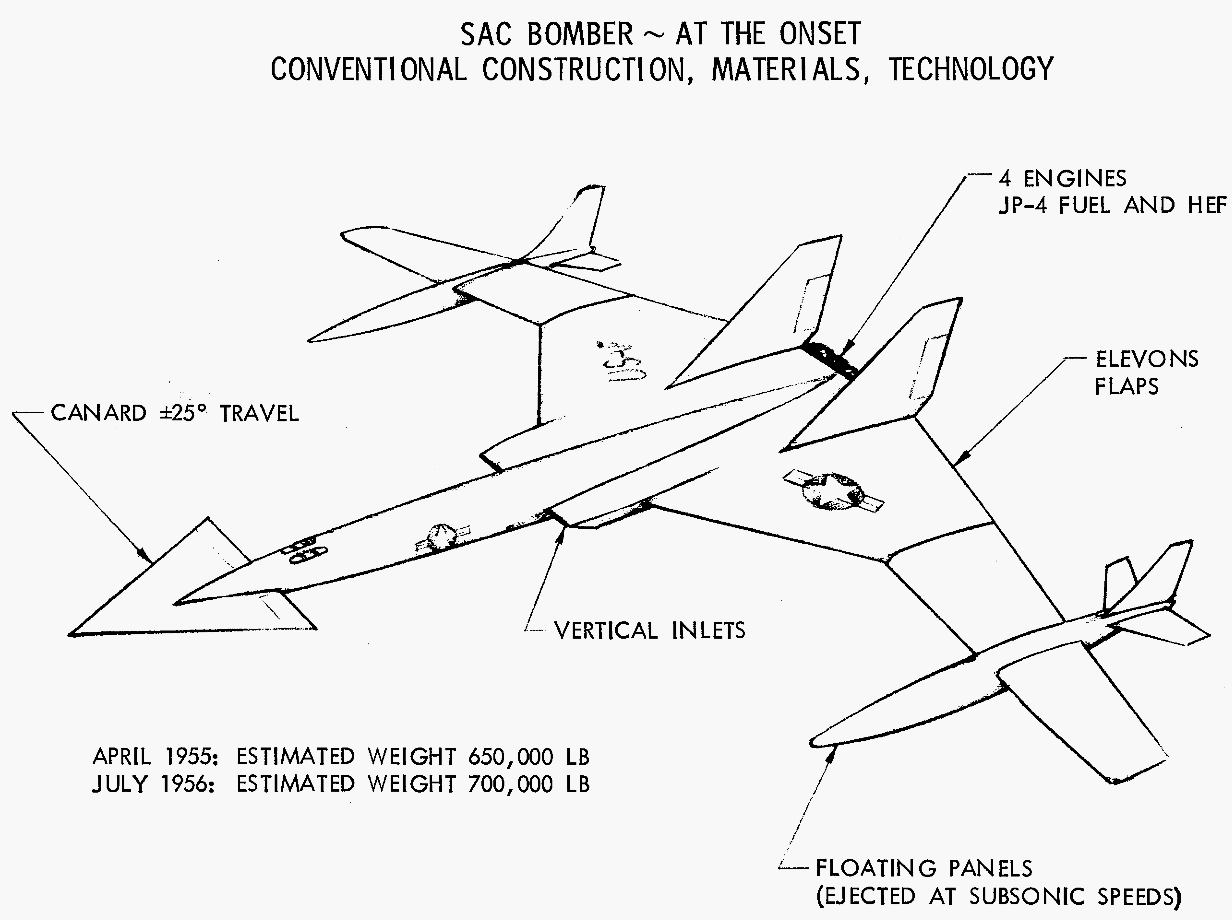
Proposition initiale de North American Aviation pour le WS-110A. Les « obus » placés sur les ailes sont de grands réservoirs de la taille d'un B-47.

L'USAF suit de près ces développements et, en 1955, fait paraître le General Operational Requirement no 38, pour un nouveau bombardier avec la charge et le rayon d'action intercontinental du B-52 et la vitesse maximale de Mach 2 du Convair B-58 Hustler. Le nouveau bombardier doit entrer en service en 1963,. Sont alors étudiées une version nucléaire et une autre conventionnelle. Le bombardier à propulsion nucléaire est placé sous le « Weapon System 125A » et accompagné de la version à turboréacteurs, « Weapon System 110A ».
Pour le WS-110A, l'Air Research and Development Command (ARDC, commandement aérien de recherche et de développement) de l'USAF, demande un bombardier à carburant chimique avec une vitesse de croisière de Mach 0,9 et la plus grande vitesse possible sur une distance de 1 852 km (1 000 NM), pour le vol dans les environs de la cible. La charge utile doit être de 22 670 kg (50 000 lb) et le rayon d'action, de 7 400 km (4 000 NM). L'Air Force a des exigences similaires en 1955, pour le WS-110L, un système de reconnaissance intercontinental ; mais il est annulé en 1958 en raison d'un meilleur choix,,. En juillet 1955, six sous-traitants sont sélectionnés pour émettre des propositions sur les études du WS-110A. Boeing et North American Aviation (NAA) soumettent des propositions et, le 8 novembre 1955, reçoivent des contrats pour le développement de Phase 1.
À la mi-1956, les premiers projets sont présentés par les deux sociétés,. Le système de postcombustion fait appel à du carburant hautement énergétique, ce qui permet d'accroître le rayon d'action de 10 à 15 % par rapport au carburant traditionnel. Les deux avions doivent être équipés de grands réservoirs additionnels placés aux extrémités des ailes ; une fois vides, il est prévu que ces derniers soient largués avant d'entamer la phase de vol supersonique vers la cible. Des réservoirs se trouvent également dans la partie extérieure des ailes, et peuvent être largués pour rendre l'aile mieux adaptée pour les vitesses supersoniques ; une fois éjectés, ces derniers réservoirs ont une forme trapézoïdale. La voilure ainsi modifiée permet à l'avion les meilleures performances possibles. Les avions des deux projets doivent recevoir un cockpit affleurant, afin de conserver la meilleure pureté aérodynamique possible, au détriment de la visibilité.
Pour les deux projets, la masse maximale au décollage est de l'ordre de 340 000 kg (750 000 lb) avec le plein de carburant. Les programmes sont évalués par l'Air Force et, en septembre 1956, ils sont considérés comme trop grands et compliqués pour les opérations. Le Général Curtis LeMay se montre dédaigneux, déclarant : « Ce n'est pas un avion, c'est une formation de trois appareils, ». L'Air Force met fin à la phase 1 de développement en octobre 1956 et demande aux deux avionneurs de continuer l'étude de conception,,.

### Nouveaux projets
Pendant que les propositions sont étudiées, les avancées dans le vol supersonique progressent rapidement. Pour le vol supersonique, l'utilisation d'une voilure delta se montre plus adaptée, et ce type de voilure remplace ainsi celui des premiers projets, comme les ailes en flèche et trapézoïdales utilisées sur des avions comme le Lockheed F-104 Starfighter ou les premiers projets WS-110. Les moteurs doivent faire face à de hautes températures et aux grandes variations de la vitesse d'entrée de l'air, ce qui est nécessaire pour de longs vols supersoniques.
Ces études permettent une découverte intéressante : lorsqu'un moteur est optimisé spécifiquement pour les grandes vitesses supersoniques, il peut arriver qu'il consomme deux fois plus de carburant lorsque l'avion vole en subsonique. Cependant, le bombardier doit pouvoir voler à quatre fois cette vitesse. De plus, au regard de la consommation de carburant par rapport à la distance parcourue, sa vitesse de croisière la plus économique est sa vitesse maximale ; cette caractéristique est totalement inattendue. Si l'avion est conçu pour atteindre Mach 3, il est préférable qu'il réalise toute la mission à cette vitesse. La question reste alors de savoir si une telle idée est techniquement réalisable ; toutefois, en mars 1957, le développement des moteurs et les essais en soufflerie ont suffisamment progressé pour pouvoir envisager cette idée.
La conception du WS-110 est modifiée pour que l'avion puisse voler à Mach 3 pendant toute la durée de sa mission. Le carburant spécial doit être utilisé dans la postcombustion, afin d'accroître le rayon d'action,. North American et Boeing soumettent leurs propositions : les deux avions ont un long fuselage et une grande voilure delta et leur principale différence est la motorisation. Le projet de North American dispose de six turboréacteurs placés dans une grande nacelle sous l'arrière du fuselage ; sur l'avion de Boeing, les réacteurs doivent être placés dans des nacelles individuelles suspendues sous les ailes, à la manière du B-58 Hustler.

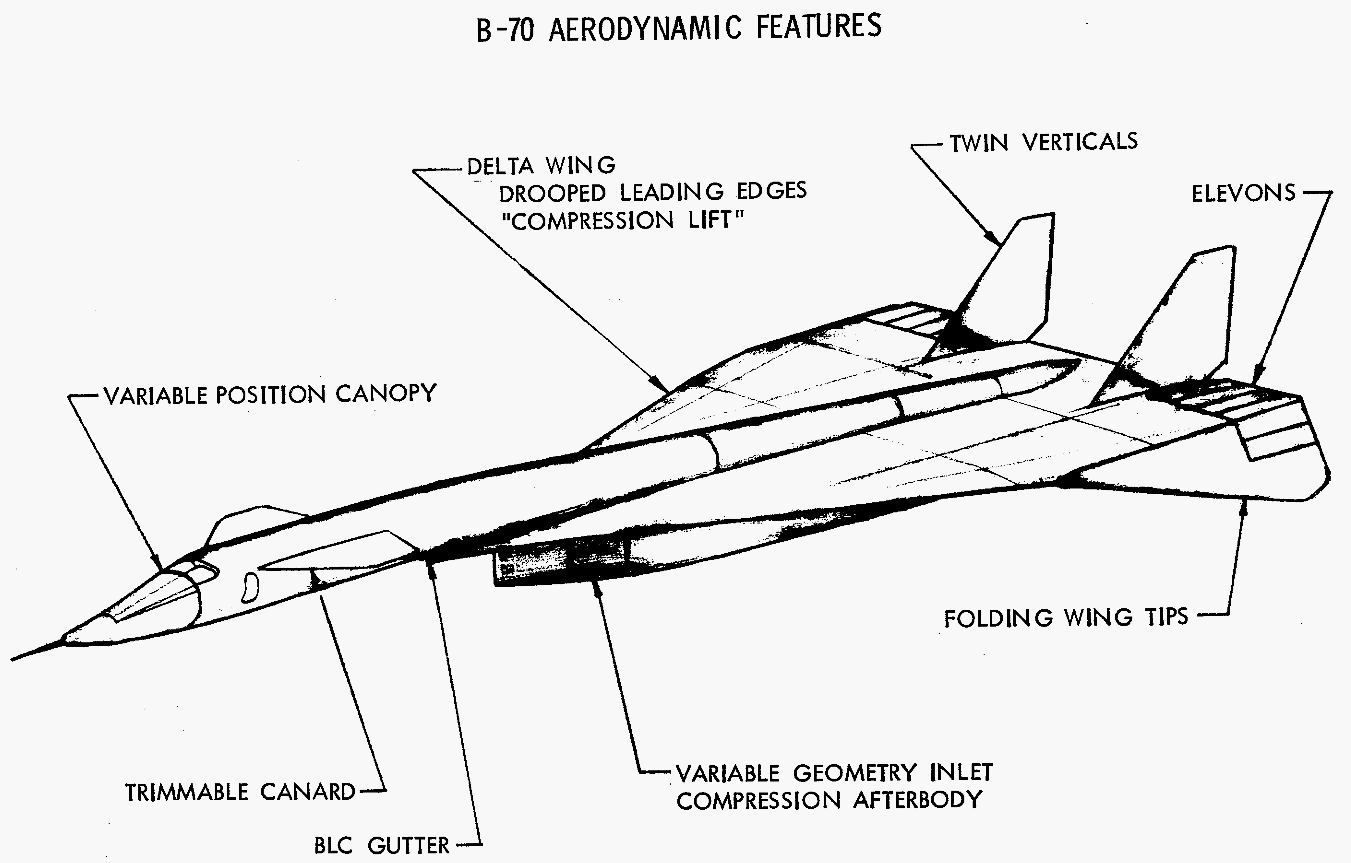
Dernier projet du WS-110A par North American, construit comme le XB-70.

North American parcourt de nombreux documents pour essayer de trouver d'autres avantages. Ceci conduit deux experts en soufflerie du NACA à publier en 1956 un rapport intitulé Aircraft Configurations Developing High Lift-Drag Ratios at High Supersonic Speeds (en français : Configurations d'aéronefs développant un haut coefficient portance/trainée à hautes vitesses supersoniques). Cette idée, appelée portance par compression, consiste à utiliser l'onde de choc générée par le nez ou d'autres sections d'attaque de l'avion comme source d'air sous pression. En positionnant l'aile avec précision en relation avec le choc, la grande pression générée peut s'accumuler en dessous de la voilure, ce qui accroît la portance. Les avions ainsi conçus portent le nom anglais de « waveriders (en) », un terme qui pourrait être traduit par « chevaucheur d'onde » en français, en rapport avec le fait que l'avion soit en partie « porté » par l'onde de choc supersonique piégée sous son aile. Pour tirer au maximum profit de cet effet, la partie inférieure de l'avion est redessinée pour recevoir une grande entrée d'air triangulaire loin en avant des moteurs, ce qui déplace l'onde de choc à un meilleur emplacement. Les moteurs, alors placés dans des nacelles individuelles, sont installés dans une grande nacelle sous le fuselage.
North American améliore le projet en ajoutant des extrémités d'aile (saumons) articulées, qui s'abaissent à grande vitesse. Ceci permet de conserver l'onde de choc en dessous de la voilure, entre les deux extrémités abaissées. L'avion dispose ainsi de plus de surfaces verticales, ce qui augmente la stabilité latérale à grande vitesse. La solution adoptée par l'avionneur présente un autre avantage : dans cette position, la surface alaire est diminuée à l'arrière de la voilure, ce qui compense le déplacement vers l'arrière du centre de portance lors de l'augmentation de la vitesse. En conditions normales, ce phénomène engendre un couple à piquer qui doit être compensé par le braquage à cabrer de la gouverne de profondeur, ce qui accroît la traînée.
Un autre problème à résoudre concerne la chaleur générée par les frottements de l'air ; lors d'un vol à Mach 3, la température moyenne sur le revêtement de l'avion est de 230 °C, elle est de 330 °C sur les bords d'attaque et peut monter jusqu'à 540 °C au niveau de la nacelle moteur. Pour répondre au problème, North American décide d'utiliser des matériaux composites ; les panneaux de revêtement consistent en deux plaques d'acier inoxydable entre lesquelles s'insère une structure en nid d'abeille. Le titane, coûteux, doit être utilisé sur les zones les plus exposées, comme les bords d'attaque et le nez. Un échangeur de chaleur permet de refroidir l'air entrant tout en réchauffant le carburant, ce qui permet de diminuer la température à l'intérieur de l'avion.
Le 30 août 1957, l'Air Force estime que les informations disponibles sur les projets de North American et de Boeing sont suffisantes et que le concours peut être lancé. Le 18 septembre, l'Air Force fait part de ses exigences : l'avion doit avoir une vitesse de croisière de Mach 3 à 3,2, une altitude au-dessus de la cible allant de 21 000 à 23 000 m (70 000 à 75 000 pi), un rayon d'action allant jusqu'à 16 900 km et une masse en charge ne devant pas dépasser 220 000 kg. L'avion doit pouvoir utiliser les mêmes hangars et les mêmes pistes que le B-52. Le 23 décembre 1957, North American est déclaré vainqueur du concours et, le 24 janvier suivant, l'avionneur reçoit un contrat pour la première phase de développement.
En février 1958, le projet reçoit la désignation B-70 ; les prototypes reçoivent le préfixe « X », indiquant qu'ils sont des avions expérimentaux. Début 1958, à l'issue d'un concours de l'USAF intitulé « Donner un nom au B-70 » (« Name the B-70 »), le nom « Valkyrie » est choisi, sélectionné parmi 20 000 propositions. En mars, l'Air Force donne son approbation pour accélérer le programme, le réduisant de 18 mois, ce qui avance la fabrication du premier exemplaire à décembre 1961. Cependant, à la fin de l'année, le service annonce que l'accélération du programme ne sera pas possible en raison d'un manque de fonds. En décembre, l'Air Force délivre un contrat de phase II ; une maquette du B-70 est passée en revue par l'Air Force en mars 1959. La fourniture de missiles air-surface et de réservoirs extérieurs est requise pour plus tard. Au même moment, North American est en train de développer l'intercepteur supersonique F-108. Afin de réduire ses coûts de développement, les deux turboréacteurs du F-108 doivent être les mêmes que sur le B-70 ; l'intercepteur doit également partager la capsule d'éjection et d'autres systèmes avec le bombardier. Début 1960, North American et l'USAF rendent public le premier dessin du XB-70.

### Le «problème des missiles»
Le B-70 est conçu pour réaliser des bombardements à grande vitesse et à haute altitude, suivant la tendance à faire voler les bombardiers de plus en plus vite et de plus en plus haut. À l'époque, la lutte antiaérienne contre les bombardiers repose sur les avions de chasse et l'artillerie antiaérienne (AAA). Le fait de voler plus vite et plus haut rend le bombardier difficile à atteindre. Sa grande vitesse lui permet de sortir plus rapidement de la zone d'action des armes et sa haute altitude de vol augmente le temps nécessaire aux chasseurs pour atteindre son altitude ; de plus, les armes anti-aériennes doivent être de plus grande taille pour pouvoir atteindre ces altitudes.
Dès 1942, les commandants de la Flak allemande concluent que l'artillerie antiaérienne ne serait pas très efficace contre les avions à réaction ; afin de s'adapter à ce nouveau type de cibles, ils lancent le développement de missiles guidés. La plupart des armées arrivent à la même conclusion, ce qui pousse les États-Unis et le Royaume-Uni à développer des projets de missiles avant la fin de la guerre. Le Green Mace britannique est l'une des dernières armes anti-aériennes développées, mais le projet est abandonné en 1957.
Au début des années 1950, les seules armes efficaces contre les bombardiers sont les avions d'interception, dont les performances sont en constante évolution, même si des problèmes restent non résolus sur les derniers modèles. À la fin des années 1950, les intercepteurs soviétiques ne peuvent pas atteindre l'altitude de l'avion de reconnaissance Lockheed U-2, malgré sa vitesse relativement faible. Par la suite, on découvre qu'un avion volant plus vite est beaucoup plus difficile à détecter par les radars en raison d'un rapport détection/balayage (plus tard renommé « probabilité de détection ») faible, ce qui le rend plus difficile à atteindre par les intercepteurs ennemis.
À la fin des années 1950, l'arrivée des premiers missiles antiaériens efficaces change totalement la donne. Les missiles sont prêts pour être immédiatement lancés, et le temps nécessaire au pilote d'avion de chasse pour rejoindre le cockpit est ainsi diminué. Le guidage ne nécessite pas le pistage sur grande zone ou le calcul d'un parcours opérationnel : une simple comparaison du temps nécessaire au missile pour atteindre l'altitude de sa cible renvoie une valeur d'angle de déflexion requise pour le tir. De plus, les missiles restent opérationnels à une plus grande altitude que les avions, et les adapter aux nouveaux avions s'avère peu coûteux. Les États-Unis sont informés des avancées soviétiques dans le domaine, et la durée de vie opérationnelle de l'U-2 s'en voit réduite ; il sera vulnérable aux missiles une fois ces derniers améliorés. Sa vulnérabilité apparait au grand jour en 1960, lorsque l'U-2 piloté par Francis Gary Powers est abattu au-dessus de l'Union soviétique.
Faisant face à ce problème, la doctrine militaire est modifiée : les missions de bombardement supersonique à haute altitude sont changées au profit de missions de pénétration à basse altitude. Les radars disposent d'une zone d'ombre, ce qui fait que les avions peuvent être difficilement détectables en volant près du sol, se cachant derrière le terrain. Les sites de lancement de missiles, placés de façon que leurs sphères d'engagement se chevauchent lorsqu'ils attaquent des bombardiers à haute altitude, doivent laisser de grands intervalles entre leurs couvertures radar pour les bombardiers volant à basse altitude. En disposant d'une carte des sites de lancement de missiles, les bombardiers peuvent voler autour des défenses en slalomant entre leurs champs de détection. De plus, les premiers missiles ne sont pas guidés au début de leur vol, jusqu'à ce que les radars puissent les suivre et commencent à leur envoyer des signaux de guidage. Avec le missile SA-2 Guideline, la hauteur minimale d'engagement est d'environ 610 m (2 000 pi) par rapport au sol. Lorsqu'un bombardier vole en dessous de cette hauteur, il est pratiquement invulnérable aux missiles, même s'il vole dans leur rayon d'action.
Le vol à basse altitude fournit également aux bombardiers une protection contre les chasseurs. Les radars de l'époque ne peuvent pas surveiller le sol ; si l'antenne du radar est braquée vers le sol afin de détecter les cibles à basse altitude, les nombreuses réflexions parasites du sol submergent le signal renvoyé par la cible, la rendant complètement masquée pour un observateur. Un intercepteur qui vole à des altitudes normales peut être effectivement incapable de détecter les bombardiers qui volent loin en dessous. L'intercepteur peut alors diminuer son altitude pour accroître la surface de ciel « dégagé » visible ; cependant, la portée du radar s'en voit diminuée, comme pour les missiles (à basse altitude, l'horizon visuel n'est pas situé très loin devant l'avion). De plus, la consommation de carburant augmente et la durée de la mission diminue. Il faut attendre 1972 et l'arrivée du radar High Lark pour que l'Union soviétique mette en service des avions d'interception capables de d'observer vers le bas ; toutefois, même ce radar à fort dévers vertical — désigné par les anglophones « look-down, shoot-down » — a une capacité limitée.
Le Strategic Air Command se trouve lui-même dans une position inconfortable ; les bombardiers sont conçus pour être efficaces à grande vitesse et haute altitude ; atteindre ces performances a coûté cher en termes d'ingénierie et d'investissements financiers. Avant que le B-70 ne soit destiné à remplacer le B-52 dans le rôle de bombardier à long rayon d'action, le SAC met en service le B-58 Hustler, pour remplacer le B-47 Stratojet comme bombardier moyen. Le développement du Hustler est coûteux, tout comme le prix d'achat de l'avion ; par rapport au B-47, il consomme beaucoup plus et nécessite une maintenance plus poussée. Son coût opérationnel est estimé à trois fois celui du B-52.
Le B-70, conçu pour voler à des vitesses encore plus élevées que le B-58, est soumis à des contraintes bien plus sévères. À haute altitude, le B-70 est quatre fois plus rapide que le B-52 mais à basse altitude, il est limité à Mach 0,95, ce qui est à peine mieux que ce dernier dans ce domaine de vol. De plus, sa charge de bombes est inférieure et son rayon d'action moindre. Son seul avantage majeur est sa capacité à voler à très grande vitesse dans des zones non couvertes par les missiles, en particulier lors de la longue route des États-Unis vers l'URSS. Toutefois, cet intérêt est limité, puisque la principale raison du maintien d'une force de bombardiers à une époque où apparaissent les missiles balistiques est que les bombardiers peuvent rester en l'air très loin de leurs bases et, de plus, ils sont à l'abri lors d'attaques furtives. Dans ce cas, le bombardier ne doit faire appel à sa grande vitesse que lors d'une courte période entre les zones de rassemblement et les côtes soviétiques.

### Annulation

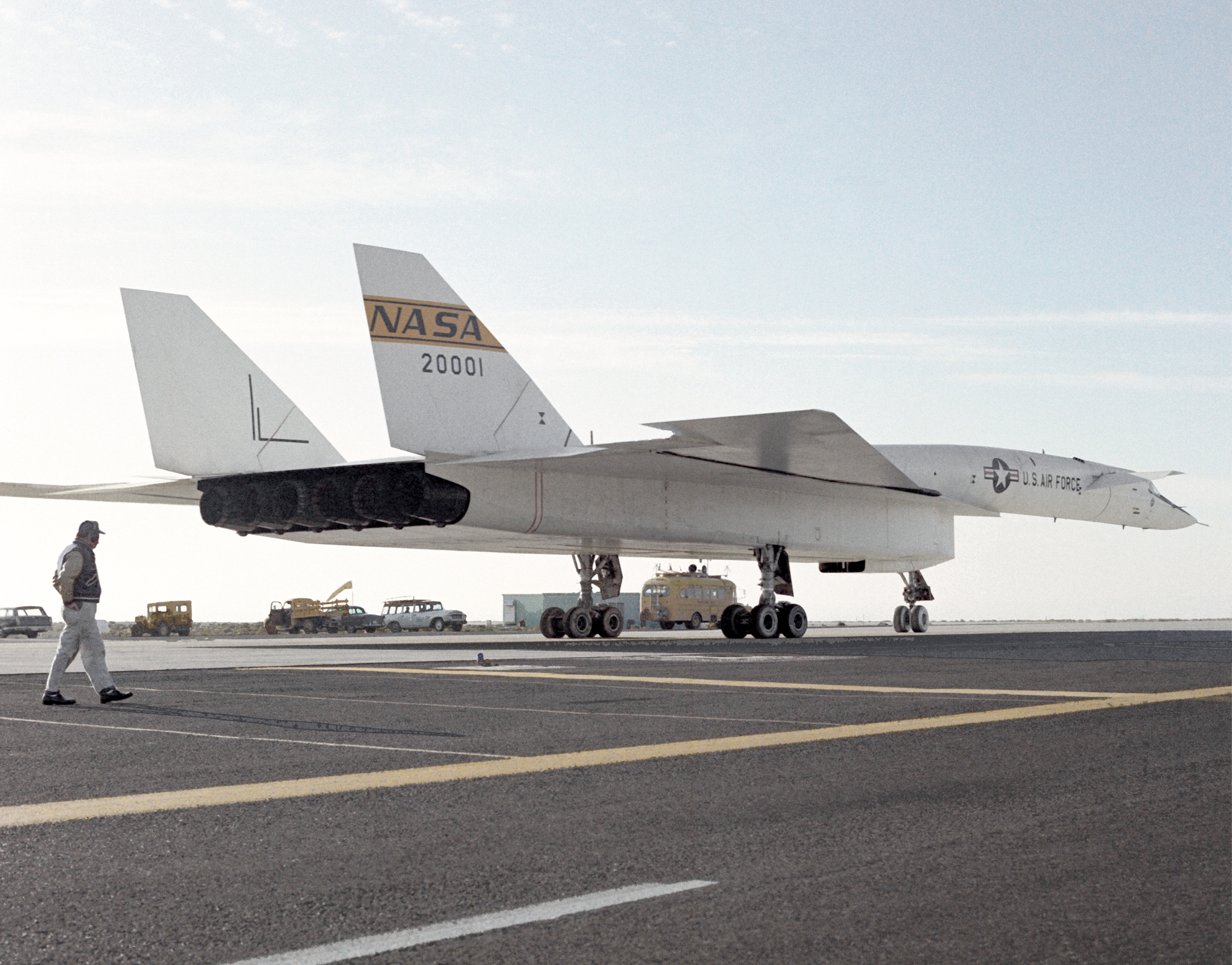
XB-70 aux couleurs de la NASA.

Le bombardier B-70 est une arme obsolète avant même son premier vol : la capacité de l'Armée rouge à détruire des avions stratosphériques à l'aide de missiles sol-air (cause de la destruction de l'U-2 de Gary Powers en 1960) provoqua un changement d'orientation dans le choix des vecteurs stratégiques. Cela favorisa d'une part le développement des ICBM, d'autre part celui d'avions pénétrant l'espace aérien ennemi à basse altitude, sous le faisceau des radars et à l'abri des missiles anti-aériens. En 1962, par décision de Robert McNamara alors Secrétaire de la Défense des États-Unis, le projet d'un bombardier trisonique volant à haute altitude est abandonné.
Un moment, une version de reconnaissance stratégique/attaque est envisagée avant d'être à son tour abandonnée. Elle aurait dû s'appeler RS-70 (RS pour Reconnaissance Strike).
Deux exemplaires du XB-70 sont cependant construits dans le cadre d'une collaboration entre l'USAF et la NASA dans un but de recherche. De 1964 à 1969, ils effectuent plus de 120 vols d'essais, atteignant une vitesse de Mach 3,08 et une altitude de 23 000 mètres (75 440 pieds) et défrichant les problèmes liés au développement d'un éventuel avion commercial supersonique.

### Avions expérimentaux
Après l'annulation du projet initial, les deux prototypes déjà construits de l'avion sont utilisés par l'agence spatiale américaine (NASA) comme bancs d'essais pour récolter des données sur un potentiel futur avion de transport supersonique américain (en anglais : « Supersonic Transport », ou SST). En effet, dès le début des années 1960, les performances bluffantes du nouveau supersonique franco-anglais Concorde jettent les États-Unis dans l'aventure du transport civil supersonique, qui verra naître des projets — abandonnés par la suite — tels que les Lockheed L-2000 et Boeing 2707.
Les archives de la NASA indiquent que le premier XB-70, serial 62-001, effectue son premier vol de Palmdale à la base aérienne d'Edwards le 21 septembre 1964, de laquelle sont effectués toute une série de tests de navigabilité, entre 1964 et 1965, avec aux commandes des pilotes de la compagnie North American, mais également des pilotes de l'US Air Force. Le centre de recherches en vol (Flight Research Center) est chargé de préparer la mise en place des instruments de mesure qui sont utilisés pendant les vols.
Bien qu'il ait été prévu pour voler à Mach 3, il se trouve que le premier XB-70 a une mauvaise stabilité latérale lorsqu'il commence à dépasser Mach 2,5, et l'appareil n'effectue finalement qu'un seul essai à Mach 3. Toutefois, les données récoltées sont nombreuses et lèvent le voile sur le nombre important de défis qu'il reste à relever pour ceux qui voudront concevoir un futur SST américain. Parmi celles-ci on compte le bruit généré par l'avion, des problèmes opérationnels, la conception de systèmes de contrôle fiables, ainsi que les différences entre les prédictions établies pendant les essais en soufflerie et les données réelles récoltées pendant les vols. Les hautes altitudes et les forts courants aériens qui y siègent en permanence sont également à prendre en compte.
Sur les conseils du centre de recherches Ames de la NASA, qui effectue de nombreux essais en soufflerie, le second prototype, serial 62-001, est construit avec l'ajout de 5° de dièdre à ses ailes. Il effectue son premier vol le 17 juillet 1965, et ses modifications aérodynamiques sont immédiatement perceptibles, l'avion ayant une bien meilleure maniabilité à haute vitesse. Ce second appareil atteint Mach 3 pour la première fois le 3 janvier 1966. En juin, il a déjà effectué un total de neuf vols à cette vitesse.
Un accord de coopération signé entre la NASA et l'armée de l'air américaine prévoit d'utiliser le deuxième avion pour des vols de recherche à haute vitesse pour soutenir le programme SST, désormais devenu officiel. En effet, l'avion semble être le candidat parfait pour défricher le terrain — difficile — du vol hautement supersonique, partageant des formes et dimensions similaires à celles des projets de SST en cours, et utilisant des alliages et matériaux de natures très proches. Il doit permettre d'établir des configurations de vol typiques d'un SST, ainsi qu'évaluer l'impact des ondes sonores créées par le vol supersonique lors de vols au-dessus des terres. Toutefois, ces plans tombent définitivement à l'eau lors de l'accident du 8 juin 1966, quand l'un des avions suiveurs F-104N Starfighter volant en formation avec le XB-70 le percute et cause sa perte, ainsi que la mort de deux personnes (le pilote du F-104 et le copilote du XB-70). Cet exemplaire était le seul réellement capable d'explorer le domaine du vol à Mach 3, et sa perte sonne le glas de l'aventure du Valkyrie.
Alors que le deuxième avion est victime de son accident, le premier est en cours de maintenance et subit quelques modifications. Il ne reprend pas l'air avant le 3 novembre 1966, atteignant une vitesse maximale de Mach 2,1. Onze vols conjoints NASA/Air Force sont alors effectués, entre novembre 1966 et la fin du mois de janvier 1967, avec une vitesse maximale atteinte de Mach 2,57 sur toute la durée de ces vols. Ces derniers essais du programme font partie d'un programme de recherche sur les ondes de choc supersoniques désigné « National Sonic Boom Program », au cours duquel l'avion doit voler à plusieurs vitesses différentes, à différentes altitudes et à des masses différentes, au-dessus d'une zone truffée d'instruments de la base d'Edwards. Ces vols permettent de dresser une « carte » de l'onde de choc supersonique générée par l'avion, désignée en anglais « Boom Carpet », et permettent de constater que pour un avion de grande taille comme le XB-70 — et a fortiori le futur SST — les niveaux de pression de cette onde sonore sont suffisamment importants pour causer des dégâts aux infrastructures terrestres. Pire encore, lorsque l'avion engage un virage, les ondes sonores convergent entre elles, et des niveaux de surpression deux fois plus importants sont plusieurs fois constatés.
Après ces essais, l'avion est cloué au sol pendant deux mois et demi et l'Air Force estime qu'il est temps de passer le relais du programme XB-70 à la NASA (jusque-là, les vols étaient des programmes conjoints entre les deux administrations). Paul Bikle, directeur du centre de recherches en vol (Flight Test Center FRC), et Major General Hugh Manson, commandant du centre d'essais de l'US Air Force (Air Force Flight Test Center, AFFTC), créent un comité conjoint XB-70 FRC/AFFTC le 15 mars 1967. Ce comité prend en fait exemple sur ceux qui ont été créés à l'occasion des programmes des lifting bodies et du X-15, alors en cours à cette période. Dans les faits, le programme XB-70 est désormais entre les mains de la NASA, mais il reçoit toujours le soutien de l'Air Force pour la maintenance aéronautique et la fourniture de pilotes d'essais.
Le premier vol du XB-70 pour le compte de la NASA se déroule le 25 avril 1967, suivi de douze autres vols de recherche jusqu'en mars 1968. Ces vols permettent de récolter des données à mettre en corrélation avec les résultats obtenus grâce à un simulateur de SST installé à terre au centre Ames et à un simulateur volant du FRC. Les autres objectifs de recherche concernent sa réponse structurelle aux turbulences, la détermination de ses caractéristiques de manœuvrabilité pendant les atterrissages, le bruit généré par la couche limite, l'efficacité de ses entrées d'air et l'évolution dynamique de sa structure, incluant la mesure de la torsion de son fuselage et l'analyse des forces appliquées sur les plans canards.
L'avion subit de nouvelles modifications après un dernier vol le 21 mars 1968. Pendant les vols de recherche, les pilotes de XB-70 ont fréquemment noté des changements de compensation et des vibrations (buffeting) pendant les vols à haute vitesse à hautes altitude. Ces effets résultaient en fait des turbulences aériennes et des variations de température présentes dans la haute atmosphère. Pour un avion de recherche spécialisé, ces caractéristiques ne sont rien de plus qu'un petit inconvénient, mais pour un SST commercial ces effets rendraient le vol inconfortable pour les passagers, augmenterait la charge de travail pour les pilotes, et induiraient une fatigue structurelle réduisant la durée de vie de l'avion. L'avion reçoit alors deux petits ailerons, appartenant à l’expérimentation désignée ILAF (de l'anglais : Identically Located Acceleration and Force). Ceux-ci pivotent de 12° à une vitesse pouvant atteindre huit cycles par seconde, induisant une vibration structurelle à l'avion à une fréquence et une amplitude connues. Les accéléromètres du XB-70 détectent ces perturbations, puis ordonnent au système d'augmentation de stabilité de l'avion d'amortir les oscillations. Quand les vols de recherche du programme se terminent, le 11 juin 1968, le système ILAF a prouvé sa capacité à réduire les effets des turbulences et changements de températures liées aux hautes altitudes.
Toutefois, malgré les accomplissements réalisés par l'avion, le programme de recherches du XB-70 touche à sa fin. La NASA a passé un accord avec l'Air Force pour effectuer des vols de recherche avec deux Lockheed YF-12A et un « YF-12C » — en fait un SR-71 —, ces avions étant alors bien plus avancés technologiquement que le XB-70. En tout, les deux Valkyries ont enregistré 1 h 48 min de vol à Mach 3 au cours de leur programme. Un SR-71 peut lui effectuer ce temps de vol à Mach 3 en un seul vol.
Le prototype no 1, seul exemplaire restant du programme à la suite de la perte du no 2, est ensuite transféré au National Museum of the United States Air Force (NMUSAF) à Dayton, dans l'Ohio, le 4 février 1969 lors de son dernier vol.

## Prototypes construits

### Air Vehicule 1 (AV1)
Le premier exemplaire du XB-70 sort des ateliers de l'Air Force Plant 42 le 11 mai 1964 à Palmdale, en Floride. Il est recouvert d'une livrée blanche de façon à ne pas absorber le rayonnement thermique du soleil. L'avant de l'avion, devant le cockpit, est peint en noir, afin que les rayons du soleil soient absorbés par la couleur et n'éblouissent pas le pilote et le copilote lors des vols à haute altitude. Il décolle le 21 septembre 1964, piloté par le colonel Joe Cotton. Dès les premiers vols subsoniques, la peinture se détache par plaques. Ce problème, assez anecdotique, est rapidement résolu. L'avion atteint Mach 1 le 12 octobre 1964, lors du troisième vol, puis Mach 2 le 24 mars 1965, lors du huitième vol. La vitesse des essais augmentant, un autre problème, plus grave, survient : des panneaux en nid d'abeilles se détachent. L'un de ces incidents entraîne la perte complète de trois réacteurs par ingestion de débris (l'avion rentrant en catastrophe sur les trois autres moteurs, également endommagés). Finalement l'AV1 atteint Mach 3 le 14 octobre 1965 — date anniversaire du premier franchissement du mur du son, en 1947 —, lors de son dix-septième vol. Il est depuis l'avion le plus lourd ayant jamais volé à cette vitesse. Triomphe de courte durée : au bout de deux minutes de vol, un volumineux élément d'aile se détache. Cette fois encore l'avion parvient à rentrer. L'USAF préfère dès lors le limiter à une vitesse de Mach 2,5, d'autant qu'elle dispose dorénavant de l'AV2.

### Air Vehicule 2 (AV2)
Le deuxième exemplaire du XB-70 est équipé d'un radôme avant, sans radar, ainsi que d'éléments d'avionique supplémentaires. Ayant bénéficié de l'expérience du premier prototype, certains éléments en acier ont été remplacés par du titane, plus léger et plus résistant. Il est donc plus léger que l'AV-1 et ne présente plus de perte d'éléments de structure en vol. Il atteint Mach 3,07 et se révèle capable de maintenir cette vitesse pendant une demi-heure.

## L'accident de l'AV2

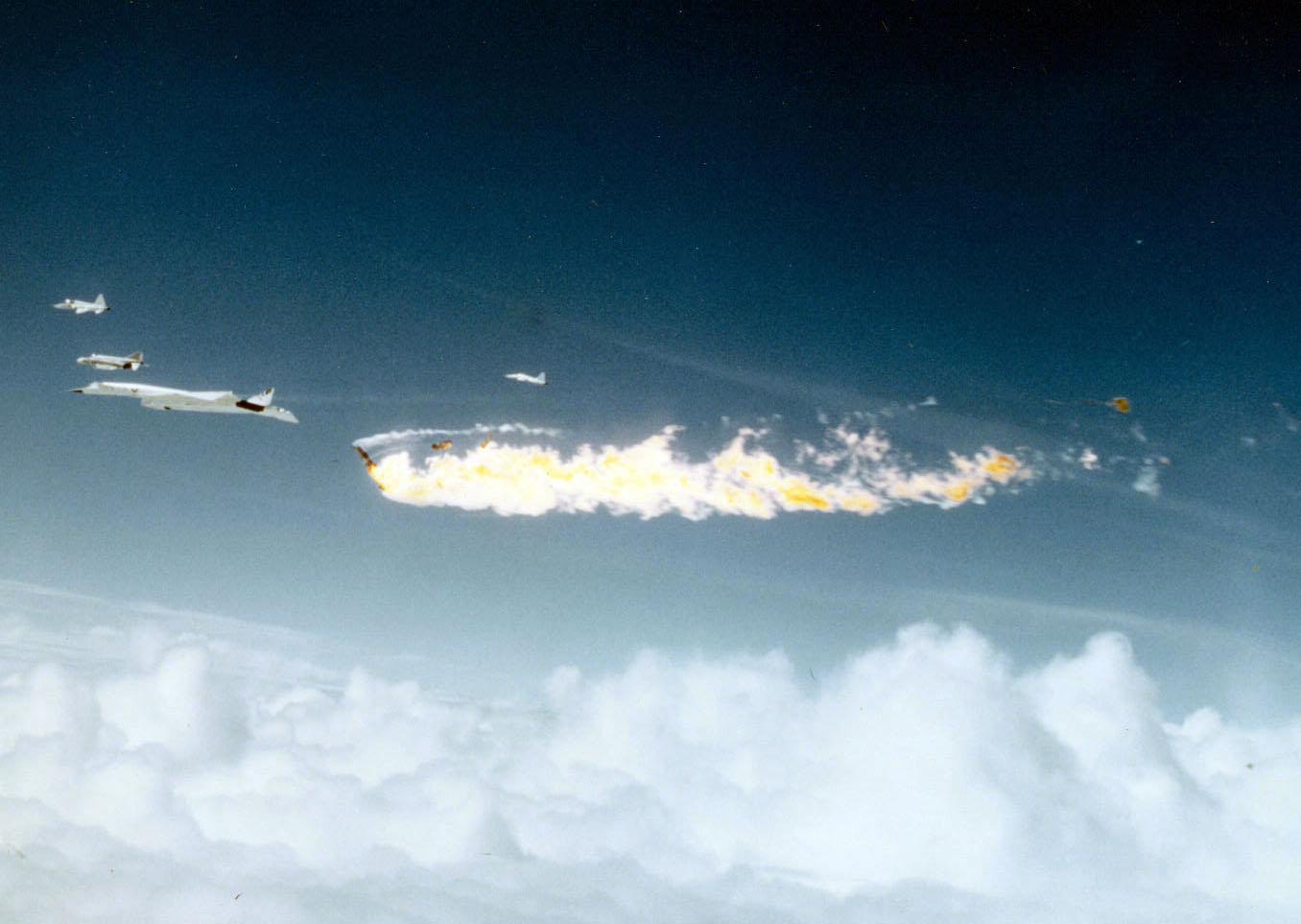
Quelques instants après la collision : le F-104 se désintègre dans une boule de feu, tandis que le Valkyrie semble poursuivre son vol malgré la destruction de son empennage.

Le 8 juin 1966, le deuxième prototype du XB-70 quitte la base aérienne d'Edwards afin d'effectuer des mesures de bangs supersoniques pour le compte de la NASA et de la FAA. Au retour, un vol en formation devait permettre à General Electric, fabricant les réacteurs du XB-70, de réaliser des photos publicitaires de l'avion aux côtés d'un F-4B Phantom II, un F-104N Starfighter, un F-5A Freedom Fighter et un T-38 Talon, tous propulsés avec des moteurs de l'entreprise.
Durant ce vol de retour, le F-104N Starfighter, pris dans la turbulence de sillage générée par le XB-70, le percute et détruit son empennage vertical gauche. Le pilote du F-104, Joseph Albert Walker, est instantanément tué. Après seize secondes de vol, le bombardier part en vrille puis s'écrase. Alvin S. White, le pilote, s'éjecte à temps mais son copilote, Carl Cross, ne parvient pas à faire fonctionner sa capsule en raison de la force centrifuge et périt. La perte du second exemplaire, le seul réellement capable d'atteindre Mach 3, est un coup dur pour ce programme coûteux. Ce vol en formation n'ayant pas été formellement autorisé par la hiérarchie militaire, plusieurs responsables sont précipitamment et sévèrement sanctionnés. Malgré tout, le programme se poursuit et trente vols sont encore effectués avec l'avion restant.
À l'issue du programme, le prototype AV1 intact est transféré à la NASA en mars 1967 jusqu'à son transfert au musée de l’Air Force le 4 février 1969.

## Conséquences
- Le développement d'un avion commercial supersonique par les États-Unis est abandonné à la même époque, les essais du XB-70 ayant révélé plusieurs problèmes difficilement surmontables, en particulier celui des nuisances sonores liées aux bangs soniques générés par un appareil de grande taille lors de vols transcontinentaux. Le même problème handicapa d'ailleurs la carrière du transporteur civil Concorde ;
- Le B-52, que le B-70 aurait dû remplacer, se révéla parfaitement adapté à sa nouvelle mission de pénétration à basse altitude et resta le fer de lance du Strategic Air Command jusqu'à l'arrivée du B-1B, puis du bombardier furtif B-2, tout en continuant une carrière opérationnelle qui devrait finalement approcher le siècle[51] ;
- Le programme du bombardier B-70 influença fortement l'Union soviétique, qui décida de concevoir elle-aussi un bombardier supersonique mais de moyen rayon d'action : le Soukhoï T-4 (lui aussi abandonné sans avoir pu atteindre Mach 3), ainsi qu'un chasseur capable d'intercepter un bombardier trisonique comme le Valkyrie : le MiG-25 « Foxbat », qui reste l'avion le plus rapide en service à l'heure actuelle.

## Caractéristiques (XB-70A)
Données de Joe Baugher, Steve Pace, B-70 Aircraft Study et USAF XB-70 Fact sheet.
Caractéristiques générales
- Équipage : 1 pilote + 1 copilote
- Longueur : 57,6 m (189 ft)
- Envergure : 32 m (105 ft)
- Hauteur : 9,1 m (30 ft)
- Surface alaire : 585 m2 (6 297 ft2)
- Profil : hexagonal
  - Racine : 0.30 Hex modifié
  - Extrémité : 0.70 Hex modifié
- Masse à vide : 115 030 kg (253 600 lb) (masse à vide en ordre d'exploitation)
- Masse typique : 242 500 kg (534 700 lb)
- Masse maximale au décollage : 246 000 kg (542 000 lb)
- Moteur : 6 turboréacteurs avec postcombustion General Electric YJ93-GE-3
  - Poussée à sec : 84 kN[56] (19 900 lbf)  chacun
  - Poussée avec postcombustion : 128 kN[57] (28 800 lbf) chacun
- Capacité interne en carburant :  140 000 kg (300 000 lb) ou 177 000 L (46 745 gal US)

 Performances 
- Vitesse maximale : Mach 3,1 (3 309 km/h)
- Vitesse de croisière : Mach 3 (3 200 km/h)
- Rayon d'action en combat : 6 900 km (3 725 NM) (en mission de combat)
- Plafond : 23 600 m (77 350 ft)
- Charge alaire : 414,7 kg/m2
- Rapport poids-poussée : 0,314

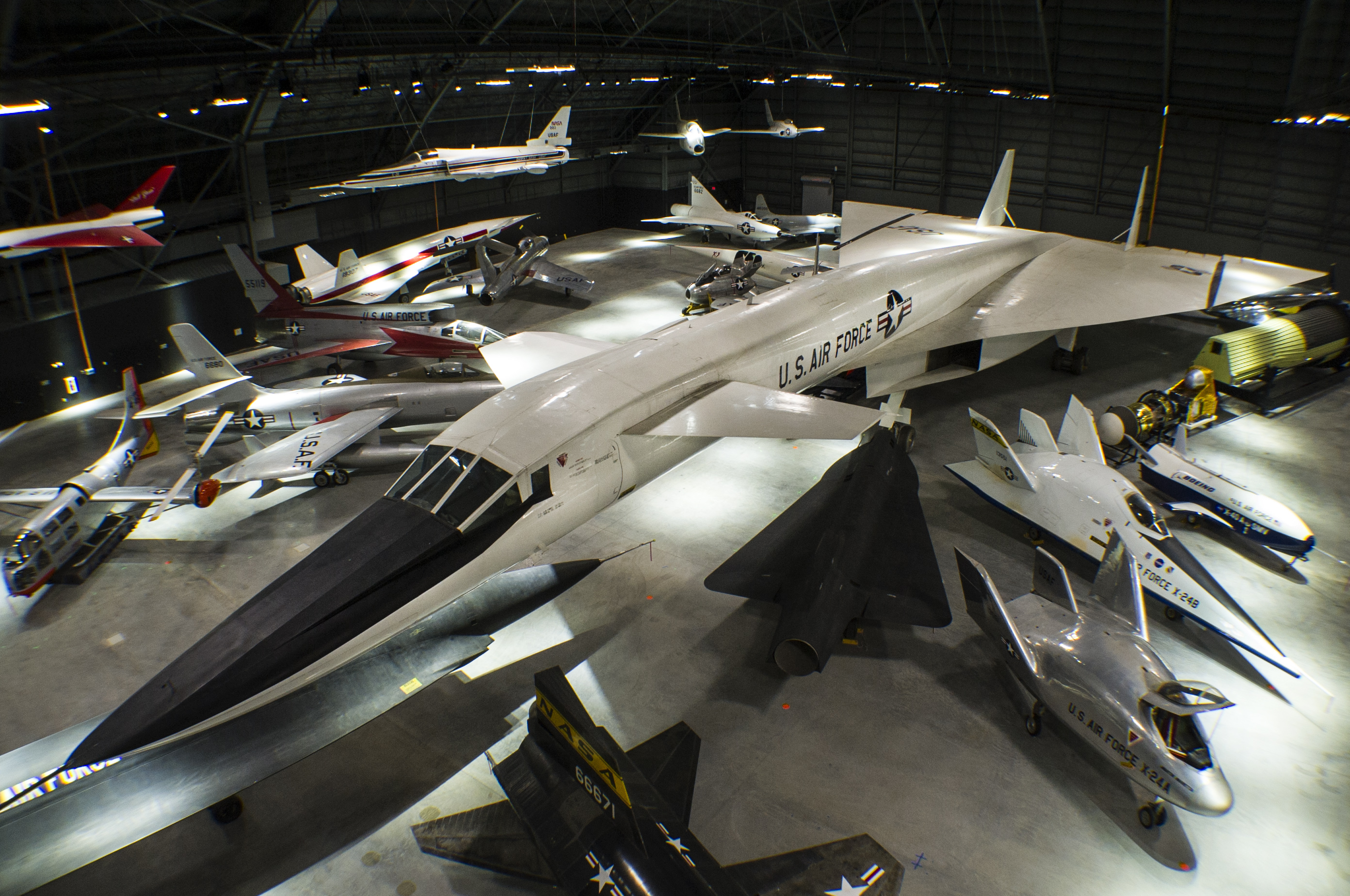
Le North American XB-70A Valkyrie no 62-0001 exposé au National Museum of the United States Air Force, sur la base aérienne de Wright-Patterson à Dayton, dans l'Ohio.

- Rapport portance/traînée : environ 6 à Mach 2[58]

Armement

- Bombes : Bombes nucléaires diverses sous des points d'emport internes (prévu à la conception)